# Olmet
Olmet település Franciaországban, Puy-de-Dôme megyében. Lakosainak száma 180 fő (2022. január 1.). Olmet Augerolles, Le Brugeron, Marat, Olliergues és La Renaudie községekkel határos.

## Népesség
A település népességének változása:
| Lakosok száma | 153  | 159  | 168  | 165  | 161  | 158  | 156  | 168  | 180  |
|               | 2013 | 2015 | 2016 | 2017 | 2018 | 2019 | 2020 | 2021 | 2022 |